# Plottier
Plottier – miasto w Argentynie, położone w południowej części prowincji Neuquén.

## Opis
Miejscowość została założona 26 marca 1935 roku. Przez miasto przebiega droga krajowa RN22 i linia kolejowa. W odległości 10 km od Plottier znajduje się Port lotniczy Neuquén.